# Strășeni
Strășeni es un municipio situado en el distrito homónimo, en Moldavia. Según el censo de 2014, tiene una población de 18 376 habitantes.
Está ubicada a una altitud de 236 m sobre el nivel del mar.
Se sitúa sobre la carretera E58, a medio camino entre Chisináu y Călărași.